# 佐野真一 (実業家)
佐野 真一（さの しんいち、1957年12月 - ）は、日本の広告制作会社ビービーメディア株式会社の代表取締役社長。

## 来歴・人物
東京都出身。1980年、慶應義塾大学商学部卒業後、サントリー株式会社入社。営業を皮切りに、社内留学、営業企画、情報システム、秘書などを経験。1991年、父親が経営するTVCM制作会社、株式会社アートパブリシティに入社。1999年インタラクティブコンテンツの企画・制作を手掛けるインスト株式会社を設立し、社長に就任。2001年、TVCM部門とWEB部門を一体化したハイブリッドプロダクションを目指してビービーメディア株式会社に社名変更し、現在も多くのクライアントのブランディングコンテンツづくりのアドバイスを行っている。2019年8月現在:公益社団法人丸和育志会評議員 一般社団法人デザイン&テクノロジー協会理事

## 著書
- 直感のブランディング―「普通」の人が「特別」を生みだした7つの物語（ストーリー）―　（監訳） 英治出版　2009年11月25日